# Chiesa di San Fruttuoso (Genova)
La chiesa di San Fruttuoso è luogo di culto cattolico situato nel quartiere di San Fruttuoso, in piazza Giovanni Martinez, nel comune di Genova nella città metropolitana di Genova. La chiesa è sede della parrocchia omonima del vicariato di San Fruttuoso dell'arcidiocesi di Genova.

## Storia

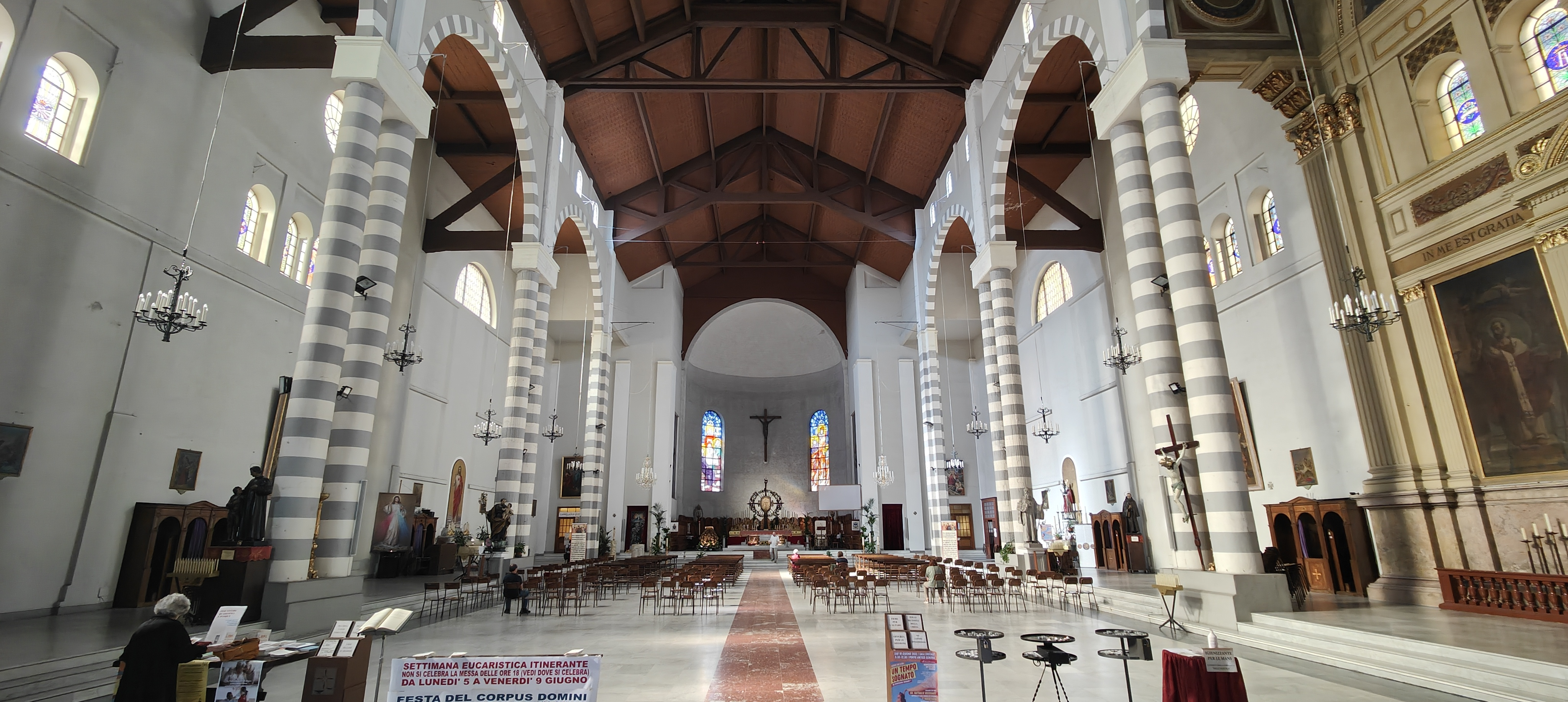
L'interno

L'attuale chiesa si trova nella centrale piazza Martinez, poco distante da dove, lungo l'antica via "romana", sorgeva la chiesa di San Fruttuoso (Ecclesia Sancti Fructuosi de capite pontis), citata per la prima volta in un documento del 1186 ma in base a particolari architettonici ritenuta anteriore all'anno 1000 (secondo la tradizione la sua costruzione viene fatta risalire al VII secolo); più volte ricostruita, fu distrutta da un incendio nel 1912.
Succursale della pieve di San Martino d'Albaro, fu restaurata nel 1584 e completamente ricostruita nel 1740 con il contributo della nobildonna Camilla Spinola e del nipote Gerolamo Spinola. La nuova chiesa fu elevata a prevostura nel 1755 dall'arcivescovo di Genova Giuseppe Maria Saporiti e consacrata da Giovanni Lercari il 28 ottobre 1772.
Il 6 aprile 1912, Sabato santo di quell'anno, un incendio distrusse completamente l'edificio con tutti i suoi arredi.
Il 6 giugno 1915 avvenne la posa della prima pietra dell'attuale chiesa, alla presenza dell'arcivescovo Ludovico Gavotti. La nuova chiesa, ancora non del tutto completata, fu aperta al culto nel 1922. Per il definitivo completamento, a causa di problemi finanziari, fu necessario attendere il 1965, quando la chiesa fu consacrata dal cardinale Giuseppe Siri. La facciata della chiesa è stata recentemente restaurata.
Tra le opere d'arte conservate nella chiesa la tela di Sebastiano Conca detta Sacro Amore, il tabernacolo e l'ambone in bronzo, opere moderne dello scultore G.B. Airaldi, il gruppo ligneo seicentesco della Madonna del Rosario e il reliquiario d'argento di san Fruttuoso. Le vetrate sui lati della Chiesa furono realizzate dal maestro d'arte vetraria  Luigi Costa di Alessandria.